# Volby do Říšské rady 1907
Volby do Říšské rady roku 1907 byly volby konané 14. a 23. května 1907 v Předlitavsku. Zvoleni v nich byli členové poslanecké sněmovny (dolní komory) celostátního parlamentu, Říšské rady. Šlo o historicky první volby v Předlitavsku podle rovného a všeobecného volebního práva (pro muže).

## Dobové souvislosti
Až do roku 1907 byl volební systém do Říšské rady založen na kuriích, v nichž různé skupiny voličů separátně vybíraly své zástupce. Již Badeniho volební reforma z roku 1896 přidala novou pátou volební kurii, v níž volili všichni muži starší 24 let, ale stále nešlo o rovné volební právo, protože v ostatních kuriích (velkostatkářská, městská, kurie obchodních a živnostenských komor a kurie venkovských obcí) vybíraly některé skupiny obyvatelstva disproporčně více poslanců, než by odpovídalo jejich demografické síle.
Od roku 1905 v Předlitavsku sílila debata o radikální změně volebního systému. Ovlivnily ji události v Rusku, kde proběhla roku 1905 revoluce. Odezvou revolučního hnutí v Rusku bylo razantnější vystupování dělnických stran v Předlitavsku. Šířily se demonstrace, vyhlášena byla i generální stávka. Tehdejší vláda Paula Gautsche předložila v únoru 1906 parlamentu ke schválení návrh volební reformy. Návrh se stal předmětem ostrých debat. Při následném projednávání konkrétní podoby volebního zákona se vyhrotily ideologické a etnické rozpory. Proti vládě se postavil silný konzervativní Polský klub. O smírné dojednání reformy se pokoušela krátce existující vláda Konrada Hohenloheho. Reformu nakonec dokončil a v obou komorách Říšské rady v prosinci 1906 schválil až následný kabinet Maxe Becka.
Reforma byla obsažena ve čtyřech nových říšských zákonech:
- Zákon 15/1907 Říšského zákoníku stanovil nově počet poslanců na 516 a definoval volební právo pro všechny muže starší 24 let s podmínkou, že musí být občany Předlitavska a být nejméně rok usedlí ve volebním okrsku. Pasivní volební právo bylo stanoveno na 30 let a zákon výslovně stanovil, že v případě rezignace na mandát nebo úmrtí se mají konat doplňovací volby za stejných podmínek.
- Zákon 16/1907 Říšského zákoníku stanovil počet členů horní komory parlamentu (Panská sněmovna) na minimálně 150 a maximálně 170. Tato komora byl nadále jmenována, tudíž se jí vlastní volby netýkaly
- Zákon 17/1907 Říšského zákoníku definoval podrobně volební obvod, průběh a organizaci voleb, volební způsobilost
- Zákon 18/1907 Říšského zákoníku stanovil tresty pro narušitele voleb[3]

Volilo se v 516 jednomandátových obvodech většinovým, dvoukolovým systémem. Územní vymezení volebních obvodů navázalo na dosavadní odlišné obvody v kurii měst a kurii venkovských obcí. Obvody tak byly buď městské nebo venkovské a velká města netvořila jeden volební obvod se svým venkovským zázemím. K disproporcím došlo i při váze jednotlivých hlasů, kdy na zvolení poslanců v etnicky německých a italských regionech stačilo cca 40 000 hlasů, v polských 50 000, v českých oblastech 55 000 a v ukrajinských cca 100 000 hlasů. Jakékoliv změny ve volebním systému a vymezení obvodů mohly být provedeny jen ze souhlasem dvou třetin poslanců budoucího parlamentu.
Blížící se termín voleb organizovaných podle zcela nového volebního systému vyvolal výrazné změny v taktice jednotlivých politických stran. Například čeští agrárníci se po vnitřních debatách rozhodli reformu podpořit, přičemž do popředí se tak dostala demokratická koncepce Antonína Švehly oproti konzervativní, statkářské vizi, kterou reprezentoval Karel Prášek.

## Výsledky voleb
Volby se konaly 14. a 23. května 1907 (v Haliči ještě probíhaly volby v posledních obvodech koncem května). Uspěly v nich sociálně demokratické strany všech národností (dohromady 87 mandátů), druhým největším blokem byli německorakouští křesťanští sociálové s 66 poslaneckými křesly. V Říšské radě ale operovalo velké množství stran definovaných ideologicky a národnostně a parlament byl mimořádně roztříštěný.
| Národnost | Němci | Češi | Poláci | Ukrajinci | Slovinci | Italové | Chorvati a Srbové | Rumuni | sionisté | celkem |
| Mandátů   | 232   | 108  | 79     | 32        | 24       | 19      | 13                | 5      | 4        | 516    |

I v rámci jednotlivých národností ale existovala výrazná dělení a v téměř každé etnické skupině Předlitavska byli zvoleni zástupci vícero ideologických směrů.
| Národnost | Stranické rozdělení mandátů | Mandátů |
| --------- | --- | ------- |
| Němci     | křesť.-soc. a klerikálové 96, pokrokáři 20, nacionálové 25, radikálové (nez. Všeněmci) 14, radikálové (Schönerovi Všeněmci) 3, agrárníci 20, socialisté 49, nez. socialista 1, nez. Všeněmec 1, nezávislí 2 | 231     |
| Češi      | agrárníci 28, mladočeši-staročeši 26, sociální demokraté 24, klerikálové 17, státoprávní 9, pokrokáři 2, nezávislí 2                                                                                        | 108     |
| Poláci    | konz. šlechta 14, klerikální katol. střed 14, nár. dem. (Všepoláci) 16, pokrok. a krakovští demokraté 8, lidovci 17, radikál 1, socialisté 6, nezávislý 1, nezávislí židé 2                                 | 79      |
| Rusové    | starorusové 5, ukrajinci 22, radikálové 3, socialisté 2 | 32      |
| Slovinci  | pokrokáři 5, klerikálové 18 | 23      |
| Italové   | pokrokáři 4, klerikálové 10, socialisté 5 | 19      |
| Chorvati  | národní 10, strana práva 2 | 12      |
| Rumuni    | národní 4, nezávislý 1, socialista 1 | 6       |
| sionisté  | 4 | 4       |
| Srbové    | 2 | 2       |

## Dopady voleb
Bezprostředně po volbách se němečtí křesťanští sociálové a němečtí klerikálové dohodli na ustavení společného poslaneckého klubu, který se se svými 96 poslanci stal nejsilnější parlamentní frakcí. Díky tomu se pak předsedou sněmovny stal křesťanský sociál Richard Weiskirchner.
Volby měly výrazný dopad na vládní úrovni. Kabinet Maxe Becka zpočátku dokázal i v nových podmínkách získávat parlamentní podporu. Na podzim 1907 mu podařilo prosadit obnovené finanční vyrovnání mezi oběma polovinami monarchie. Zároveň proběhla rekonstrukce vlády, která nyní měla podporu zástupců významných politických sil, včetně mladočechů. V roce 1908 ale vláda padla z důvodu změny postoje německých křesťanských sociálů, kteří se coby nejsilnější parlamentní klub od vlády odvrátili. Jinak ale volby neukončily fragmentaci rakouského parlamentarismu a v zemi se nadále vyostřovaly etnické i ideologické konflikty. To vedlo mimo jiné k tomu, že i v podmínkách všeobecného a rovného volebního práva se předlitavské vlády často definovaly jako úřednické (jako následující vláda Richarda Bienertha).